# Wrótka za Basztą
Wrótka za Basztą (słow. Vrátka za Ľadovou baštou) – trawiasta przełęcz w Kapałkowej Grani w słowackiej części Tatr Wysokich. Znajduje się w dolnej części zachodniej grani Pośredniej Kapałkowej Turni i oddziela Kapałkowy Ząb na wschodzie od Kapałkowej Baszty na zachodzie.
Północne stoki Wrótek za Basztą i sąsiednich obiektów opadają do dolnej części Kapałkowego Koryciska, odgałęzienia Doliny Śnieżnej, południowe – do Doliny Suchej Jaworowej. Przełęcz jest wyłączona z ruchu turystycznego, natomiast najdogodniejsza droga dla taterników prowadzi na nią trawiasto-piarżystym żlebem z Doliny Suchej Jaworowej. Na drugą stronę, do Kapałkowego Koryciska, z Wrótek za Basztą opada dość wybitna rynna.
Pierwsze wejścia:
- letnie – Gyula Komarnicki i Roman Komarnicki, 2 sierpnia 1909 r., przy przejściu granią,
- zimowe – Čestmír Harníček, Arno Puškáš, Karel Skřipský i Jozef Velička, 26 marca 1953 r., przy przejściu granią[2].